# مارتا ویلیچکو
مارتا ویلیچکو (لهستانی: Marta Wieliczko؛ زادهٔ ۱ اکتبر ۱۹۹۴) قایقران روئینگ اهل لهستان است.
وی در مسابقات کشوری و بین‌المللی در مجموع برندهٔ ۲ مدال طلا، ۳ مدال نقره شده‌است.